# 察隅十大功劳
察隅十大功劳（学名：Mahonia calamicaulis）是小檗科十大功劳属的植物，为中国的特有植物。分布在中国大陆的西藏等地，生长于海拔2,500米至3,000米的地区，一般生于常阔叶林以及雨林下，目前尚未由人工引种栽培。